# Nathan Bedford Forrest
Nathan Bedford Forrest (Chapel Hill (Tennessee), 13 juli 1821 – Memphis (Tennessee), 29 oktober 1877) was een Zuidelijke generaal in de Amerikaanse Burgeroorlog. Hij werd door zijn vijanden gevreesd als cavalerie- en guerrillaleider. Zijn geslaagde manoeuvre-oorlogsvoeringtactieken worden nog steeds bestudeerd. Zijn tactisch motto was simpel:
"Get there the firstest with the mostest"
("Kom er het eerste met de meesten")
Bij Ford Pillow beging hij een oorlogsmisdaad avant la lettre door tientallen zwarte en enkele blanke krijgsgevangenen samen met hun commandant majoor William F. Bradford te laten vermoorden.
Na de oorlog werd hij de eerste Grand Wizard van de Ku Klux Klan.

## Voor de oorlog
Nathan Bedford Forrest werd geboren in een arm Schots-Iers gezin in het dorpje Chapel Hill in Bedford County, Tennessee. Hij was de zoon van smid William Forrest en de oudste van twaalf kinderen. Na zijn vaders dood werd Nathan hoofd van zijn gezin op 17-jarige leeftijd, en door hard werken en doorzettingsvermogen wist hij zichzelf en zijn gezin op te trekken uit de armoede.
In 1841, op 20-jarige leeftijd, ging hij met zijn oom naar Hernando, Mississippi. Daar werd zijn oom gedood tijdens een overval door outlaws; Nathan doodde twee van hen met zijn pistool en verwondde twee anderen met zijn mes (van wie er één later tijdens de oorlog onder Forrest zou dienen).
Hij werd zakenman, eigenaar van diverse plantages en niet lang voor de oorlog uitbrak werd hij slavenhandelaar in Memphis. In 1858 werd hij verkozen tot wethouder van die stad. Forrest verzorgde zijn moeder financieel, zorgde dat zijn broers op een college konden studeren, en was miljonair en een van de rijkste mannen van het Zuiden tegen de tijd dat de Amerikaanse Burgeroorlog uitbrak.

## Militaire carrière

### 1861
Het mag geen wonder heten, gezien het feit dat Forrest veel geld verdiende met de slavenhandel (tot $50.000 per jaar, toen veel meer waard dan nu), dat hij een voorstander was van de Geconfedereerde Staten van Amerika. Nadat de oorlog was verklaard (12 april 1861), meldde hij zich als gewoon soldaat in het Zuidelijke leger. Toen hij zag hoe slecht de uitrusting van dat leger was, bood hij aan om uit eigen zak een regiment vrijwilligers uit Tennessee te financieren. Zijn superieuren en de gouverneur van zijn staat, die verbaasd waren dat een zo (invloed)rijk persoon zich als gewoon soldaat had ingeschreven, benoemden hem tot kolonel.
In oktober 1861 kreeg hij het commando over zijn eigen regiment, "Forrest's Cavalry Corps". Ofschoon hij geen formele militaire training of opleiding had gehad, bezat hij talent voor militaire tactiek en bleek hij een geboren leider. Al snel werd hij een voorbeeldig officier. In Tennessee was er een publiek debat of men zich moest aansluiten bij de Confederatie; Noord en Zuid rekruteerden vrijwilligers uit de staat. Forrests slogan was de belofte aan rekruten dat ze "ruimschoots de gelegenheid kregen om Yankees te doden".
Forrest was lichamelijk imposant: 1,88 meter lang, 95 kg, en een geoefend paardrijder en zwaardvechter. Hij scherpte beide randen van zijn cavaleriesabel en was een geducht strijder in de komende veldslagen.

### 1862
Forrest onderscheidde zich eerst in de strijd om Fort Donelson in februari 1862, waar hij een cavaleriecharge leidde tegen een Noordelijke artilleriebatterij die hij veroverde, waarna hij een uitval leidde uit het beleg dat Ulysses S. Grant om het fort had geslagen. Hij had geprobeerd zijn superieuren ervan te overtuigen dat het mogelijk was om het fort te evacueren over de rivier de Cumberland, maar ze wilden niet luisteren. Forrest liep boos weg uit de vergadering en verklaarde dat hij zijn mannen niet leidde om zich over te moeten geven. Hij verzamelde 4000 man, die Forrest volgden naar de overkant van de rivier en zodoende beschikbaar waren voor een volgend gevecht. Dagen later, toen Nashville zo goed als gevallen was, nam Forrest het commando over de stad en evacueerde diverse bestuurders en voor miljoenen dollars aan zware machines voor wapenproductie uit de stad.
Een maand later was Forrest opnieuw actief in de Slag bij Shiloh (6-7 april 1862). Opnieuw commandeerde hij een Zuidelijke achterhoede na een verloren veldslag, en opnieuw onderscheidde hij zichzelf. Laat in de slag brak hij door de vooruitgeschoven linie (skirmish line) van de Noordelijken. Toen hij ontdekte dat hij midden tussen de vijand was, zonder eigen troepen om zich heen, vuurde hij eerst zijn pistolen leeg en trok daarna zijn sabel. Een Noordelijke infanterist vuurde een geweerschot op hem af, dat hem raakte in zijn zij, en hem uit het zadel wierp. Forrest greep de vijandelijke soldaat bij zijn kraag en gebruikte hem als menselijk schild om aan het geweervuur te ontkomen, voordat hij de soldaat opzij wierp.
Forrest herstelde snel genoeg van zijn verwonding om aan het begin van de zomer weer in het zadel te zitten, als commandant van een nieuwe brigade van groene cavalerieregimenten. In juli leidde hij ze naar Centraal-Tennessee in opdracht van zijn generaal Braxton Bragg, om een cavalerie-inval te lanceren. Het werd opnieuw een enorm succes. Op Forrests verjaardag 13 juli viel hij de stad Murfreesboro aan en versloeg de Noordelijken, ondanks hun overwicht van twee tegen één, en nam de stad in.
Murfreesboro bleek slechts de eerste van vele overwinningen door Forrest; hij zou ongeslagen blijven tot de laatste dagen van de oorlog, toen de vijand hogere aantallen soldaten tegen hem kon inzetten. Maar hij en Bragg konden niet met elkaar overweg, en de leiding van de Confederatie besefte niet hoe talentvol Forrest was tot het te laat was. Na de oorlog betreurden de Zuidelijke president Jefferson Davis en generaal Robert E. Lee beiden deze misser.
Forrest werd in juli gepromoveerd tot brigadegeneraal en kreeg het commando over een cavaleriebrigade.

### 1863
In december 1862 werden Forrests veteranen overgedragen aan een andere officier, ondanks zijn protest, en hij was gedwongen om een nieuwe brigade te rekruteren, dit keer samengesteld uit ongeveer 2000 onervaren rekruten, waarvan de meesten niet eens wapens hadden om mee te vechten. Opnieuw gaf Bragg opdracht tot een inval, ditmaal in westelijk Tennessee om de verbindingen tussen de Noordelijke troepen van generaal Grant te verbreken, die Vicksburg bedreigden.
Forrest protesteerde dat het sturen van deze ongetrainde mannen een zelfmoordactie betekende, maar Bragg was onvermurwbaar, en Forrest gehoorzaamde. Opnieuw liet hij zien dat hij briljant was: duizenden Uniesoldaten waren op zoek naar zijn snel bewegende troepen in een wild goose chase. Forrest bleef nooit lang genoeg op één plaats om zich te laten vinden, viel aan zo ver noordelijk als de oever van de Ohio in Zuidwest-Kentucky, en keerde terug naar zijn basis aan de rivier de Mississippi met meer manschappen dan waarmee hij was vertrokken, ditmaal allemaal bewapend met (Noordelijke) wapens. Grant moest dientengevolge zijn strategie voor zijn Vicksburgcampagne behoorlijk herzien.
Nathan Forrest bleef zijn mannen leiden in operaties op kleinere schaal tot april 1863, toen de Zuidelijke legerleiding hem naar noordelijk Alabama en westelijk Georgia stuurde om een aanval van 3000 Noordelijke cavaleristen onder het commando van kolonel Abel Streight af te slaan. Forrest achtervolgde Streight 16 dagen lang; op 3 mei sloot hij hem in bij Rome, Georgia, en nam 1700 gevangenen.
Forrest was onderdeel van het reguliere leger in de Slag bij Chickamauga (18-20 september 1863), waarin hij het terugtrekkende Noordelijke leger lastigviel en honderden gevangenen nam. Zoals anderen onder Braggs commando drong hij aan op onmiddellijke actie om Chattanooga te heroveren, dat enkele weken daarvoor gevallen was. Bragg treuzelde, en niet lang daarna confronteerde Forrest Bragg (inclusief doodsbedreigingen aan het adres van Bragg), waarna hij een onafhankelijk commando verwierf in Mississippi.

### 1864
Voor zijn nieuwe commando wist Forrest zesduizend man te werven, die hij westelijk Tennessee in leidde. Hoewel hij onvoldoende middelen had om het gebied in te nemen, kon hij het toch onbruikbaar maken voor het leger van de Unie. Hij leidde meer invallen in dit gebied, van Paducah, Kentucky, tot de controversiële Slag om Fort Pillow op 12 april 1864. In dat gevecht eiste Forrest onvoorwaardelijke overgave, of anders zou hij "iedere man aan het zwaard rijgen", taal die hij vaker gebruikte om een overgave te bespoedigen. Forrests mannen bestormden het fort en doodden de meeste zwarte soldaten die zij daar aantroffen; slechts 80 van ongeveer 262 overleefden de slag. Ook onder de blanke verdedigers was het aantal slachtoffers hoog, met 164 overlevenden uit 295. Beide partijen in de oorlog maakten gebruik van de gebeurtenissen in hun propaganda en vertroebelden daarmee wat werkelijk was gebeurd. Een later onderzoek door de Noordelijke generaal William T. Sherman pleitte Forrest vrij van fouten. Tegenwoordig wordt zijn optreden, waarbij tientallen zwarte en enkele blanke krijgsgevangenen terechtgesteld werden als een oorlogsmisdaad gezien.
Forrests grootste overwinning kwam op 10 juni 1864 toen zijn 3500 man sterke eenheid botste met 8500 man geleid door generaal Samuel D. Sturgis tijdens de Slag bij Brice's kruispunt. Hier wisten zijn mobiliteit en superieure tactiek een opmerkelijke overwinning te bereiken, waarbij Forrest 2500 slachtoffers toebracht tegen een verlies van 492, en waarmee hij de Unietroepen volledig wegvaagde uit een groot gebied in zuidwestelijk Tennessee en noordelijk Mississippi.
Die zomer en herfst leidde Forrest meer invallen, waaronder een beroemde naar de binnenstad van Memphis in augustus 1864 en een andere op een enorm Noordelijk voorraaddepot in Johnsonville, Tennessee, op 3 oktober 1864.
In december vocht hij aan de zijde van het Zuidelijke Army of Tennessee in de rampzalige Franklin-Nashvilleveldtocht. Wederom discussieerde hij heftig met zijn commandant en eiste hij toestemming van John Bell Hood om de rivier bij Franklin over te mogen steken en de ontsnappingsroute van John M. Schofields Unielegers af te snijden. Hij onderscheidde zichzelf door de Zuidelijke achterhoede te leiden in een serie acties die de rest van het leger liet ontsnappen uit de rampzalige Slag bij Nashville. Hiervoor werd hij bevorderd tot luitenant-generaal.

### 1865
In 1865 probeerde Forrest zonder succes de staat Alabama te verdedigen tegen aanvallen van de Noordelijken, maar hij had nog altijd een leger in het veld toen in april het bericht van Lees overgave hem bereikte. Men raadde hem aan om naar Mexico te vluchten, maar hij koos ervoor om het lot van zijn mannen te delen, en gaf zich over. Op 9 mei 1865 las hij in Gainesville, Alabama zijn vaarwel aan zijn troepen voor.

## Tactieken
Forrest gebruikte zijn troepen als "infanterie te paard": de paarden werden gebruikt om de troepen snel naar de gewenste plaats te brengen, daarna stapten ze af en vochten te voet verder. Vaak probeerde hij de vijandelijke flank op te zoeken en te omsingelen, waarmee hij de aanvoer vanuit de achterhoede afsneed. Deze tactieken deden eerder denken aan die van de gemechaniseerde infanterie in de Tweede Wereldoorlog dan aan de traditionele cavalerierollen van verkenning, afscherming en charges met de sabel.

## Na de oorlog: Ku Klux Klan
Na de oorlog vestigde Forrest zich in Memphis, Tennessee, en bouwde een huis aan de Mississippi. De afschaffing van de slavernij had hem financieel geruïneerd. Hij werd uiteindelijk aangenomen door de Selma, Marion & Memphis Railroad als directeur van het bedrijf. Ook als burger stond Forrest nog steeds bekend om zijn goede zorgen voor voormalige kameraden die een beroep op hem deden.
In deze jaren werd hij de sleutelfiguur van de beginnende Ku Klux Klan. Een voormalige Zuidelijke brigadegeneraal, George Gordon, zou naar Forrest in Memphis zijn gegaan en had hem verteld over de nieuwe organisaties, waarop Forrest geantwoord zou hebben: "Dat is goed, verdomd goed. Dat kunnen we gebruiken om die negers op hun plek te houden." In 1867 werd hij op een KKK-conventie in Nashville uitgeroepen tot eerste Grand Wizard, oftewel voorzitter, van de Klan.
In een kranteninterview in 1868 schepte Forrest op dat de Klan een nationale organisatie was van wel 550.000 leden. En hoewel hij zei dat hijzelf geen lid was, was hij toch "sympathisant" en wilde met de organisatie "samenwerken". Hij zei ook dat hij binnen vijf dagen 40.000 leden van de Klan kon optrommelen. Hij verkondigde dat de Klan niet de zwarten als vijand zag, maar eerder de carpetbaggers (Noorderlingen die na de oorlog naar het zuiden trokken) en scalawags (blanke Republikeinse zuiderlingen).
Dankzij Forrests bekendheid groeide de Klan snel onder zijn leiderschap. De organisatie hielp Zuidelijke weduwen en oorlogswezen, maar veel leden begonnen geweld te gebruiken tegen zwarten, en velen verzetten zich tegen afschaffing van segregatie. In 1869 had Forrest zo genoeg van dit geweld dat hij de Klan opdracht gaf zich op te heffen. Maar deze opdracht werd in het grootste deel van het land genegeerd. Forrest distantieerde zich daarna van de KKK.

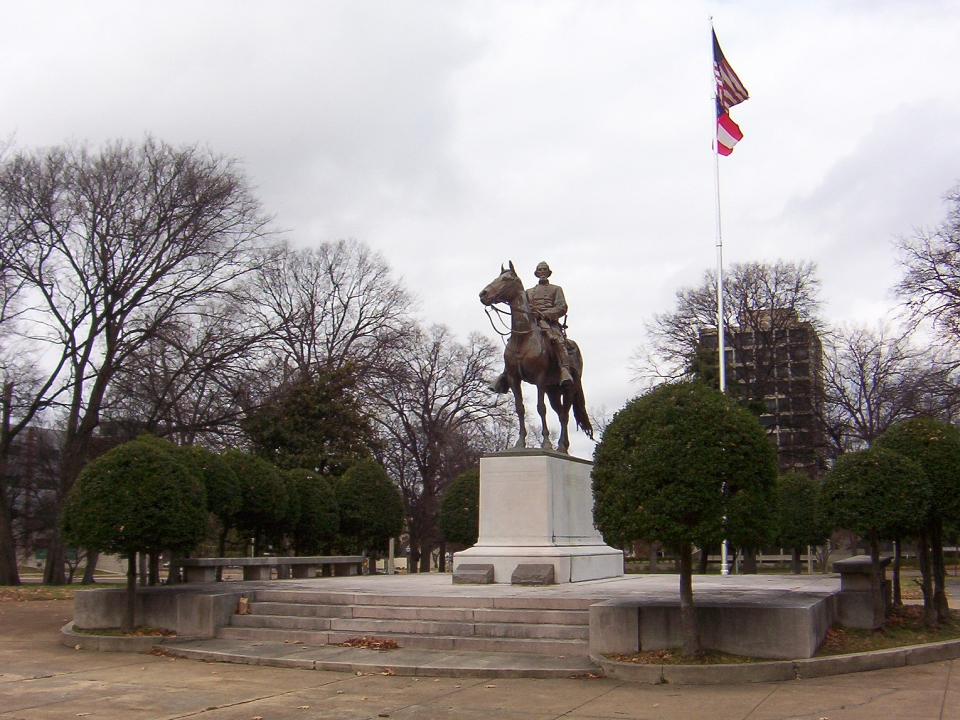
Grafmonument van Forrest in Memphis

## Overlijden en naleven
Forrest overleed in oktober 1877 als gevolg van complicaties van diabetes en werd begraven op Elmwood Cemetery. In 1904 werd hij herbegraven in Forrest Park, een park in de stad Memphis.
In 1998 werd langs een snelweg bij Nashville door een zakenman een ruiterstandbeeld voor Forrest opgericht. Nadat dit beeld op 28 december 2017 al door actievoerders met verf was beklad, werd het op 7 december 2021 op last van de autoriteiten verwijderd.

## Trivia
Het personage Forrest Gump (gespeeld door Tom Hanks), uit de gelijknamige film, is genoemd naar Nathan Bedford Forrest.

## Militaire loopbaan
- Private: 14 juni 1861
- Lieutenant Colonel: oktober 1861
- Colonel: februari 1862
- Brigadier General: 21 juli 1862
- Major General: 4 december 1863
- Lieutenant General: 28 februari 1865